# Семилья (Гватемала)
Движение Семилья (исп. Movimiento Semilla) — левоцентристская универсальная политическая партия Гватемалы.

## История
Движение было зарегистрировано в Верховном избирательном трибунале 14 июля 2017 года, его генеральным секретарем является Самуэль Андрес Перес Альварес. Партия была основана после протестных демонстраций, приведших к отставке президента Отто Переса Молины. Была официально признана политической партией 21 ноября 2018 года. Партия определяет себя как политическое, демократическое и плюралистическое движение.
Партия выдвинула своего лидера бывшего Генерального прокурора Тельму Алдану кандидатом в президенты и вошла в коалицию с двумя другими левоцентристскими партиями, «Вместе за Гватемалу» и «Либре» («Свободные») на выборах 2019 года. После расследования, проведённого Генеральным прокурором Марией Консуэло Поррас и комиссаром ООН по борьбе с коррупцией Иваном Веласкесом Гомесом против генерального секретаря «Вместе за Гватемалу» из-за возможного анонимного финансирования выборов, коалиция была приостановлена.
Семилья относится к универсальным партиям, которые объединяют различные политические группы.

## Участие в выборах

### Парламентские выборы
| Год выборов | Голосов | % | Национальная ассамблея |
| ----------- | ------- | - | ---------------------- |
| 2019        |         |   | 0 из 160               |